# Reichskommissariat

Territórios ocupados pelo Eixo na Europa em 1942:
Grande Reich Alemão
Territórios ocupados (Reichskommissariate)
Estados fantoches dos nazistas

Reichskommissariat (em português:  Comissariado do Reich; plural Reichskommissariate) é a designação alemã para um tipo de escritório administrativo dirigido por um funcionário do governo conhecido como Reichskommissar (em português:  Comissário do Reich). Embora cargos com esse nome tenham existido ao dos períodos do Império Alemão e da Alemanha nazista em um número de diferentes campos (como  infraestrutura pública, ordenamento do território, limpeza étnica, etc), o termo é mais comumente usado para se referir às unidades territoriais quase-coloniais estabelecidas pelos nazistas em vários países ocupados durante a Segunda Guerra Mundial. Embora oficialmente localizadas fora do "Reich Alemão" propriamente dito, estas entidades eram diretamente controladas por autoridades alemãs supremas, que governavam seus respectivos territórios como representantes diretos de Adolf Hitler.
A introdução destas administrações territoriais causou uma série de efeitos. Aqueles estabelecidos na Europa Ocidental e do Norte eram, em geral, vistos como parte de um processo de transição para a futura incorporação de vários países germânicos, fora do território pré-guerra da Alemanha, a um Estado nazista expandido. Aqueles localizados no Leste Europeu serviam principalmente para propósitos colonialistas e imperialistas, como as bases do futuro Lebensraum para a colonização alemã e explotação de recursos naturais.
Outro contraste era o nível de revisão administrativa implementado nestes dois tipos de Reichskommissariat. Como na maioria dos outros territórios conquistados pelos alemães, administradores e burocratas locais eram pressionados a continuar com suas operações cotidianas regularmente (especialmente nos níveis médio e inferior) embora sob supervisão nazista. Durante a guerra, os Reichskommissariate na Europa Ocidental e do Norte simplesmente mantiveram a estrutura administrativa existente antes da ocupação, enquanto no Leste foram introduzidas estruturas completamente novas. Todas essas entidades, no entanto, destinavam-se a eventual integração ao Grande Reich Germânico (Grossgermanisches Reich), que incluiria a área geral da Europa que se estende desde o Mar do Norte até os montes Urais, para o qual a Alemanha queria formar seu território.

## Oeste e Norte da Europa
- Reichskommissariat Norwegen (territórios ocupados pelos alemães na Noruega); 1940-1945.
- Reichskommissariat Niederlande (territórios ocupados pelos alemães nos Países Baixos); 1940-1945.
- Reichskommissariat Belgien-Nordfrankreich (territórios ocupados pelos alemães na Bélgica e Nord-Pas-de-Calais); 1944.

## Antigos territórios soviéticos
No verão de 1941, o ideólogo nazista Alfred Rosenberg sugeriu que, para facilitar a dissolução da União Soviética e consequentemente da Rússia como uma entidade geográfica, o território soviético conquistado deveria ser administrado nos cinco Reichskommissariate seguintes:
- Reichskommissariat Ostland (RKO) (países bálticos e Bielorrússia, estendido para o leste através da inclusão de algumas partes do oeste da Rússia) 1941-1944/45.
- Reichskommissariat Ukraine (RKU) (Ucrânia, exceto Galícia Oriental, Transnístria e Crimeia, mas estendido para o leste até o Volga); 1941-1944.
- Reichskommissariat Moskowien (RKM) (região metropolitana de Moscou e o resto da Rússia europeia, exceto Carélia e a península de Kola, estendido até a Finlândia); nunca totalmente estabelecido. O avanço militar alemão foi interrompido em 1941/42.
- Reichskommissariat Kaukasus (RKK) (sul da Rússia e da área do Cáucaso); nunca totalmente estabelecido. O avanço militar alemão foi interrompido em 1942/43.
- Reichskommissariat Turkestan (RKT) (repúblicas e territórios da Ásia Central); nunca estabelecido.

A pedido de Hitler o projeto do Turquestão foi arquivado por Rosenberg para o futuro imediato, visto que a prioridade era se concentrar sobre a Europa. A Ásia Central foi determinada como um alvo futuro para a expansão alemã, tão logo seus exércitos estivessem prontos para se mover mais para o leste, após a consolidação das presentes vitórias na Rússia Soviética. O Império Japonês, o maior parceiro dos nazistas entre as Potências do Eixo, tinha interesse por parte da área, no âmbito da Esfera de Coprosperidade da Grande Ásia Oriental.
Unidades adicionais que estavam em discussão em diferentes pontos no tempo incluem Reichskommissariat Don-Wolga, bem como Reichskommissariat Ural para a região central e sul dos montes Urais.